# Diedinowo
Diedinowo (ros. Дединово) – wieś (sieło) w Rosji, w obwodzie moskiewskim, w rejonie łuchowickim. W 2010 liczyła 1863 mieszkańców.